# Radiocirugía
Radiocirugía es como se denomina el procedimiento médico de radioterapia en que se administran haces finos de radiación, generados en unidades de megavoltaje (ciclotrón, el Gamma Knife y el acelerador lineal (LINAC), mediante múltiples campos convergentes y conformados con lo cual se consigue irradiar dosis elevadas y localizadas con precisión, en un área o estructura anatómica específica, evitando la administración de dosis tóxicas a los tejidos adyacentes.

## Etimología
Se le denominó radiocirugía por ser un procedimiento ablativo aunque incruento, de pequeñas lesiones, que generalmente se realiza en única sesión de tratamiento, lo que hace que se semeje a un acto quirúrgico.  La radiocirugía no implica una intervención quirúrgica, sino que utiliza radiación focalizada (con rayos X, rayos gamma o protones), obteniendo resultados muy parecidos a los de una intervención quirúrgica. En determinados casos es más conveniente que una intervención neuroquirúrgica debido a que no es tan invasiva como una cirugía.
Para la localización espacial y precisa de las estructuras anatómicas que se quiere irradiar se usa la estereotaxia por lo cual también se la denomina «radioterapia estereotáctica craneal».
Generalmente la radiocirugía estereotáxica en cabeza y cuello se aplica en dosis única; pero en algunos casos se aplica en varias dosis o sesiones en otras zonas corporales denominándose radiocirugía estereotáctica fraccionada.

## Historia
La radiocirugía se desarrolló primero en el Instituto Karolinska de Estocolmo, Suecia, en 1949 conjuntamente por el Dr. Lars Leksell, un neurocirujano y Bjorn Larsson, un radiólogo de la Universidad de Uppsala. Leksell utilizó inicialmente protones de un ciclotrón para irradiar lesiones cerebrales tumorales.
En 1968, desarrollaron el bisturí de rayos gamma (Gamma-knife), un nuevo dispositivo en exclusiva para la radiocirugía, que consistía de las fuentes radiactivas de cobalto-60 colocado en una especie de casco con los canales centrales para la irradiación, usando rayos gamma. En la última versión de este dispositivo, 192 fuentes de cobalto radiactivo radiación gamma directo al centro de un casco, donde se inserta la cabeza del paciente. Esto se llama el Leksell Gamma Knife Perfexion.
El 2.º modelo de bisturí de rayos gamma se diseñó para producir lesiones esféricas y tratar tumores de cerebro y malformaciones arteriovenosas intracraneales (MAVs). En los 1980 las unidades 3.ª y 4.ª (con fuentes 201 Cobalto-60) se instalaron en Buenos Aires, Argentina, y en Sheffield, Inglaterra. El 5.º bisturí gamma se instaló en la Centro Médico Universitario de Pittsburgh en 1987.
EN 1980 se empieza a usar el acelerador lineal (LINAC) para radiocirugía, siendo la pionera en la Universidad de la Florida College of Medicine y presentado por Betti y Colombo a mediados de 1980.
Estos sistemas se diferencian de bisturí de rayos gamma en una variedad de maneras. El bisturí de rayos gamma produce rayos gamma de la desintegración de Co-60, de una energía media de 1,25 MeV. Un LINAC produce rayos X desde el impacto de electrones acelerados lograr un objetivo de alta z (generalmente de tungsteno). Un LINAC por lo tanto puede generar cualquier cantidad de energía de rayos X, aunque por lo general 6 MeV fotones se utilizan. El bisturí de rayos gamma cuenta con más de ~ 200 fuentes ataviado con el casco para ofrecer una variedad de ángulos de tratamiento. En un LINAC, el pórtico se mueve en el espacio para cambiar el ángulo de la entrega. Ambos pueden mover al paciente en el espacio para cambiar también el punto de entrega. Ambos sistemas utilizan un marco estereotáctico para restringir el movimiento del paciente, aunque en el Novalis sistema en forma de haz radiocirugía y la plataforma de Novalis Tx radiocirugía, BrainLAB pionero en una técnica sin marco, no invasiva con las imágenes de rayos X que ha demostrado ser la más cómoda para el paciente y precisa. La trilogía por Varian, también se puede utilizar con dispositivos de inmovilización no invasiva, junto con imágenes en tiempo real para detectar cualquier movimiento del paciente durante el tratamiento. 
En algunos centros médicos, como en Boston y en California, los aceleradores de partículas construido para hacer investigación en física de altas energías se han utilizado desde la década de 1960 para el tratamiento de tumores cerebrales y malformaciones arteriovenosas del cerebro en seres humanos.
Varias generaciones del sistema sin marco robótica CyberKnife han sido desarrollados desde su creación inicial en 1990. Fue inventado por John R. Adler, profesor de la Universidad de Stanford de la neurocirugía y oncología de la radiación y Russell y Peter Schonberg de Schönberg, y es comercializado por la empresa Accuray, con sede en Sunnyvale, California. Muchos de esos sistemas CyberKnife están disponibles en todo el mundo, y más recientemente se ha introducido en países como la India en los principales hospitales de atención oncológica, como HCG Bangalore Instituto de Oncología. 
Varian Medical Systems de Palo Alto, California, hizo su primer acelerador lineal optimizado para radiocirugía estereotáctica en 1992, el 600SR Clinac. La trilogía es otra plataforma que ofrece Varian que incorpora herramientas para la entrega de la radioterapia guiada por imágenes de alta precisión y los tratamientos de radiocirugía, incluyendo conos de carretera (3-D) y kV (2-D) de imagen, así como sincronización respiratoria para compensar tumor movimiento durante el tratamiento. La máquina trilogía también se puede equipar con RapidArc para la aplicación del tratamiento más rápido. 
En 2007, la plataforma de Novalis Tx radiocirugía fue presentado por Varian y BrainLAB. La plataforma de Novalis Tx radiocirugía incorpora sofisticados haz de dar forma a la tecnología, precisión dirigida a las computadoras y la robótica que esculpen el haz de tratamiento de modo que envuelva el tumor evitando al mismo tiempo los tejidos circundantes y los órganos de la medida de lo posible. La plataforma de Novalis Tx radiocirugía también ofrece una amplia gama de instrumentos de orientación de imágenes para mejorar aún más la precisión del tratamiento. Los médicos son capaces de generar escanea en 3-D del tumor y los tejidos circundantes antes de cada tratamiento, para garantizar que los tumores se dirigen con precisión. El Novalis en forma de haz Radiocirugía y Novalis Tx radiocirugía plataformas disponibles a nivel mundial, incluidos los EE. UU., Europa, Japón, India, Australia, la región Asia-Pacífico y Oriente Medio. 
La última tecnología disponible en la radiocirugía ( 2009) incluyen el CyberKnife y los sistemas de bisturí de rayos gamma, la plataforma de Novalis Tx radiocirugía, y el acelerador lineal Trilogy.

## Mecanismo de acción

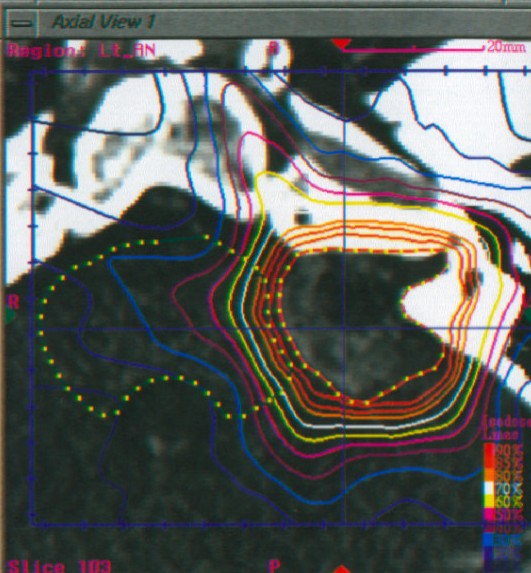
Planeando una tomografía computada con contraste intravenoso en un paciente con un neurinoma del acústico en el lado izquierdo del encéfalo.

El principio fundamental de la radiocirugía es el de la ionización selectiva de los tejidos, por medio de rayos de alta energía de la radiación. La ionización es la producción de iones y radicales libres que suelen ser nocivos para las células. Estos iones y radicales, que pueden formarse a partir del agua en la cámara o de los materiales biológicos pueden producir daños irreparables en el ADN, las proteínas y los lípidos, lo que resulta en la muerte de la célula. Así, la inactivación biológica se lleva a cabo en un volumen de tejido a tratar, con un efecto destructivo precisa. La dosis de radiación se mide generalmente en grays, donde un gray (Gy) es la absorción de un julio por kilogramo de masa. Una unidad que intenta tomar en cuenta tanto los diferentes órganos que se irradian y el tipo de radiación es el sievert, una unidad que describe tanto la cantidad de energía depositada y la eficacia biológica. 
La radiocirugía implica el uso de instrumentos complejos, sofisticados y de alta precisión, como los dispositivos de estereotaxia, aceleradores lineales, el bisturí de rayos gamma, computadoras y rayos láser. La irradiación de alta precisión es planificada por el oncólogo radioterapeuta basándose en las imágenes, como la tomografía axial computarizada (TAC), resonancia magnética (IRM) y angiografía. La radiación se aplica desde una fuente externa, bajo la orientación mecánica precisa por un aparato especializado. Múltiples rayos se dirigen (colimado) hacia la lesión intracraneal o extracraneal a tratar donde se acumulan llegando al nivel necesario para dañar las células. De esta manera, los tejidos sanos de alrededor del blanco están relativamente a salvo al recibir dosis de radiación no letales.

## Planificación
Para llevar a cabo la radiocirugía óptima, el Radio-Oncólogo prescribe la dosis a impartir, posteriormente los Radiofísicos realizan el diseño del tratamiento decidiendo energía, entradas del haz, técnica, etc. En un primer paso se simula al paciente para proporcionar la información sobre la localización y posterior planificación, posteriormente el Radio-Oncólogo contornea, sobre las imágenes realizadas, el tumor y distintos órganos de riesgo para dar paso a los Radiofísicos, los cuales planificarán el tratamiento y realizarán las distintas medidas de verificación del mismo sobre el Acelerador.

## Tipos de radiocirugía
Existen 3 tipos de radiocirugía:
1. Terapia de cobalto: También se le conoce como «bisturí gamma», ya que este es el nombre del aparato que se utiliza para realizar el tratamiento. Se utiliza múltiples fuentes de cobalto como fuente de los rayos gamma. Sirve para tratar lesiones en y alrededor del cerebro. Solo se utiliza en casos donde las lesiones a tratar son pequeñas (hasta 15 mm). Su procedimiento es: primero se le coloca al paciente un marco alrededor de la cabeza, el cual se fija al cráneo a través de grapas; quedando totalmente fijo. Luego se obtiene una ubicación exacta de la lesión a tratar y con estos datos se determina la cantidad de radiación a utilizar. Se coloca un casco con infinidad de orificios sobre el marco y por estos orificios pasarán los rayos gamma, llegando a su destino (la lesión).
2. Acelerador lineal: Se usa en lesiones de más de 15 mm. Usa rayos x de alta intensidad. Lo que lo distingue es que no utiliza material radioactivo y la maquinaria se mueve por alrededor del paciente, por lo que no tiene limitación de tratamiento según donde se encuentre la lesión.
3. Terapia de protones: Se utilizan partículas (protones o neutrones), en vez de rayos x o rayos gamma. Es el tipo de radiocirugía más utilizado. Posee una mayor precisión en hacer llegar el haz de protones a la lesión, por lo tanto produce menos daños a los tejidos que se encuentran cercanos al lugar en tratamiento.

## Aplicación
La emisión de la cabeza (llamado «pórtico») es mecánicamente girar alrededor del paciente, en un círculo completo o parcial. La mesa donde el paciente está acostado, el 'sofá' también se puede mover en pequeños pasos lineales o angulares. La combinación de los movimientos de la grúa y de la camilla, hace posible la planificación computarizada del volumen de tejido que va a ser irradiados. Los dispositivos con una energía de 6 MeV son los más adecuados para el tratamiento del cerebro, debido a la profundidad de la meta. Además, el diámetro del haz de energía que sale de la emisión de la cabeza se puede ajustar al tamaño de la lesión por medio de colimadores intercambiables (un orificio de diferentes diámetros, que van desde 5 hasta 40 mm, en pasos de 5 mm). También hay colimadores multiláminas, que consisten en una serie de folletos de metal que se puede mover de forma dinámica durante el tratamiento con el fin de dar forma al haz de radiación para adaptarse a la masa para ser destruido. Las últimas Linacs generación son capaces de conseguir geometrías haz extremadamente estrecho, tales como 0,15 a 0,3 mm. Por lo tanto, pueden ser utilizados para varios tipos de cirugías que hasta ahora se han llevado a cabo por cirugía abierta o endoscópica, como la neuralgia del trigémino, etc El mecanismo exacto de su eficacia para la neuralgia trigemial no se conoce, sin embargo, su uso para este propósito se ha vuelto muy común. Datos a largo plazo de seguimiento ha demostrado que es tan eficaz como la ablación por radiofrecuencia, pero inferior a la cirugía en cuanto a tasa de recurrencia del dolor es que se trate. 
Los protones, también pueden ser utilizados en la terapia en forma de haz de protones radiocirugía (PBT). Los protones se producen por un sincrotrón de médicos, los extrae a partir de materias de los donantes de protones y la aceleración de ellos en sucesivos viajes a través de un conducto circular, evacuados, el uso de imanes de gran alcance, hasta que alcanzan la energía suficiente (por lo general alrededor de 200 MeV) para que puedan recorrer aproximadamente un ser humano cuerpo, luego se detiene. Luego se lanzó hacia el objetivo de irradiación que es la región en el cuerpo del paciente. En algunas máquinas, que ofrecen sólo una cierta energía de protones, una máscara personalizada de plástico se interpondrá entre el haz inicial y el paciente, con el fin de ajustar la energía del haz de una cantidad adecuada de penetración. Debido al efecto Bragg Peak, la terapia de protones tiene ventajas sobre otras las otras formas de radiación, ya que la mayoría de la energía del protón es depositado a una distancia limitada, por lo que los tejidos más allá de este rango (y así en cierta medida también tejido dentro de ese intervalo) se salva de los efectos de la radiación. Esta propiedad de los protones, que se ha llamado el «efecto de cargas de profundidad» permite distribuciones de dosis conformal que se creará en torno incluso muy irregular en forma de objetivos, y para dosis mayores a las metas rodeados o respaldados por las estructuras sensibles a la radiación, tales como el quiasma óptico o tronco del encéfalo. En los últimos años, sin embargo, «la intensidad modulada» técnicas han permitido conformidades similares que han de alcanzarse mediante radiocirugía acelerador lineal. 
La selección del tipo adecuado de la radiación y de la señal depende de muchos factores incluyendo el tipo de lesión, tamaño y ubicación en relación con las estructuras críticas. Los datos sugieren que los resultados clínicos similares son posibles con todos estos métodos. Más importante que el dispositivo que se utiliza son las cuestiones relativas a las indicaciones para el tratamiento, dosis total de las entregas, el horario de fraccionamiento y la conformidad del plan de tratamiento. 

## Usos
La radiocirugía permite y se usa principalmente la atención no invasiva y ambulatoria de lesiones neurólógicas intracraneales, en sustitución del tratamiento quirúrgico convencional mediante trepanación que es más riesgosa, es decir para tratar lesiones o afecciones que podrían ser de otro modo inaccesibles o para las cuales el tratamiento quirúrgico convencional es difícil o no es aconsejable debido a las consecuencias perjudiciales para el paciente, tales como daños a las arterias cercanas, los nervios y otras estructuras vitales. También se usa para tratar otras zonas anatómicas denominándose «radioterapia corporal estereotáctica» (SBRT). Además de tumores malignos o benignos, también ha demostrado ser un procedimiento beneficioso para el tratamiento de algunas afecciones no cancerosas, como los trastornos funcionales, tales como las malformaciones arteriovenosas (MAV) y la neuralgia del nervio trigémino.
La radiocirugía estereotáctica puede tratar con éxito muchos tipos diferentes de tumores, tanto benignos como malignos. Los tumores cerebrales malignos tratados con mayor frecuencia son las metástasis cerebrales «o tumores que se han diseminado al cerebro». Un estudio realizado en 2008 por la Universidad de Texas El MD Anderson Cancer Center indica que la radiocirugía estereotáctica (SRS) y la radiación total del cerebro terapia (RTTC) para el tratamiento de los tumores cerebrales metastásicos tienen más del doble el riesgo de desarrollar problemas de aprendizaje y memoria que los tratados con SRS sola. «Mientras que ambos enfoques son en la práctica y que ambos son igualmente aceptables, los datos de este estudio sugieren que los oncólogos deben ofrecer SRS solo como el adelantado, la terapia inicial para pacientes con hasta tres metástasis cerebrales». 

### La radiocirugía de tumores cerebrales
La radiocirugía ha sido especialmente útil para el tratamiento localizado, de alta precisión de tumores cerebrales. Debido a la fuerte caída de la intensidad de los campos de irradiación cuando se alejan del blanco a ser irradiado, las estructuras normales como el cerebro y otras estructuras vasculares y nerviosas a su alrededor, se encuentran relativamente a salvo. Esto se logra a través de la alta precisión mecánica de la fuente de radiación, y la reproducibilidad de los límites establecidos. La precisión en el posicionamiento del paciente, en el cálculo de dosis, y en la seguridad del paciente, son extremadamente altos. 
La radiocirugía está indicada principalmente para el tratamiento de tumores, lesiones vasculares y enfermedades funcionales. Se debe usar un adecuado juicio clínico con esta técnica y las consideraciones deben incluir el tipo de lesión, la patología sí está disponible, el tamaño, la ubicación, la edad y salud general del paciente. Las contraindicaciones generales para la radiocirugía son tamaño excesivo de la lesión o lesiones demasiado numerosas para el tratamiento práctico. 
La no interferencia con la calidad de vida del paciente en el período posoperatorio compite con el inconveniente de la latencia de meses hasta que el resultado de la radiocirugía se lleva a cabo. 
Los resultados pueden no resultar evidentes hasta meses después del tratamiento. Dado que la radiocirugía no extirpa el tumor, pero el éxito del tratamiento se considera en principio por los resultados en una inactivación biológica del tumor y/o la falta de crecimiento de la lesión. Indicaciones generales para la radiocirugía incluyen muchos tipos de tumores cerebrales, tales como neuromas acústicos, germinomas, meningiomas, metástasis, neuralgia del trigémino, las malformaciones arteriovenosas y tumores de la base craneal, entre otros. La expansión de la radioterapia estereotáxica extracraneal a lesiones es cada vez mayor, e incluye metástasis, cáncer de hígado, cáncer de pulmón, cáncer de páncreas, etc. Se ha demostrado por los miles de casos tratados con éxito, que la radiocirugía puede ser un método muy seguro y eficiente para la gestión de muchas lesiones cerebrales difícil, mientras se evita la pérdida de la calidad de vida asociada a otros métodos más invasivos.
La radiocirugía puede ser utilizada para tratar enfermedades como:
- Trastornos funcionales, como la epilepsia
- neuralgia.
- Malformación arteriovenosa.
- angioma cavernoso.
- Metástasis cerebrales.
- Tumor hipofisiario.
- Neurinoma del acústico.
- neuralgia del trigémino.
- meningioma.
- astrocitoma pilocítico.

### Ventajas
Los pacientes pueden ser tratados dentro de uno a cinco días y de manera ambulatoria. En comparación, el promedio de hospitalización para una craneotomía (neurocirugía convencional, que requiere la apertura del cráneo) es de unos 15 días. Radiocirugía cuesta menos que la cirugía convencional, y mucho menos con la morbilidad, por ejemplo, la mortalidad, el dolor y las complicaciones post-quirúrgicas, tales como hemorragia e infección. El período de recuperación es mínimo, y en el día después del tratamiento el paciente puede regresar a su estilo de vida normal, sin ninguna molestia. 

### Desventajas
La radiocirugía no está exenta de limitaciones y desventajas. Es difícil y peligroso tratar masas superiores a 3 cm, ya que se requieren dosis muy altas de radiación. radioterapia fraccionada puede ser una mejor opción ideal en combinación con la cirugía reductora. La duración del tiempo necesario para alcanzar los efectos deseados es mucho más larga que la cirugía, sino que puede tardar hasta dos años para las malformaciones arteriovenosas. Durante ese tiempo, el paciente se encuentra en riesgo de sangrar. Para el tratamiento de los tumores, es importante recordar que la radiocirugía no elimina físicamente el tumor, sino que impide mayor crecimiento. Por lo tanto, no es una buena opción cuando el tumor se presenta con importante efecto de masa sobre las estructuras vitales del cerebro o la médula espinal y cuando se produce un aumento de presión intracraneal.

### Uso combinado con cirugía
La cirugía abierta es necesaria para aliviar la presión remover el tumor en su totalidad o debulk (reducirla de tamaño) para que sea un destino mejor que la radioterapia o la radiocirugía. La cirugía abierta y la radiocirugía se utilizan a menudo en combinación para muchos tipos de tumores cerebrales. La radiocirugía es una opción particularmente buena para los pacientes con altos riesgos quirúrgicos debido a sus comorbilidades médicas. 